# Gustav Janíček
Gustav Janíček  (20. září 1911 Vídeň – 24. dubna 1995) ve věku 83 let.
V období 1975–1980 byl rektorem Vysoké školy chemicko-technologické v Praze. Zabýval se problematikou kontroly potravin a vedl Katedru kontroly a úpravy poživatin a technologie glycidů, přejmenovanou v roce 1953 na Katedru kontroly a úpravy poživatin a od roku 1957 na Katedru chemie a zkoušení potravin. Jako jeden z prvních zavedl v tehdejším Československu chromatografii pro analýzu potravin.